# Il tigre (film 1930)
Il tigre (Der Tiger) è un film del 1930 diretto da Johannes Meyer.

## Trama
Soprannominato il Tigre, un criminale uccide le sue vittime con un colpo in mezzo alla fronte. La polizia indaga ma non conosce il volto dell'assassino. Una sera, in un locale, entra un'elegante straniera accompagnata da un conte ungherese. La donna verrà uccisa e i suoi gioielli rubati. Il commissario è sicuro che il conte, rivelatosi un impostore, sia il Tigre.

## Produzione
Il film fu prodotto dall'Universum Film (UFA) con il titolo di lavorazione Der Tiger von Berlin.

## Distribuzione
Distribuito dall'Universum Film (UFA), uscì nelle sale cinematografiche tedesche presentato in prima a Berlino il 15 aprile 1930.
L'Ufa Film Company lo distribuì anche negli Stati Uniti il 12 settembre dello stesso anno, In seguito, il 3 dicembre 1932, la pellicola uscì anche in Portogallo.